# Д-10 (парашют)

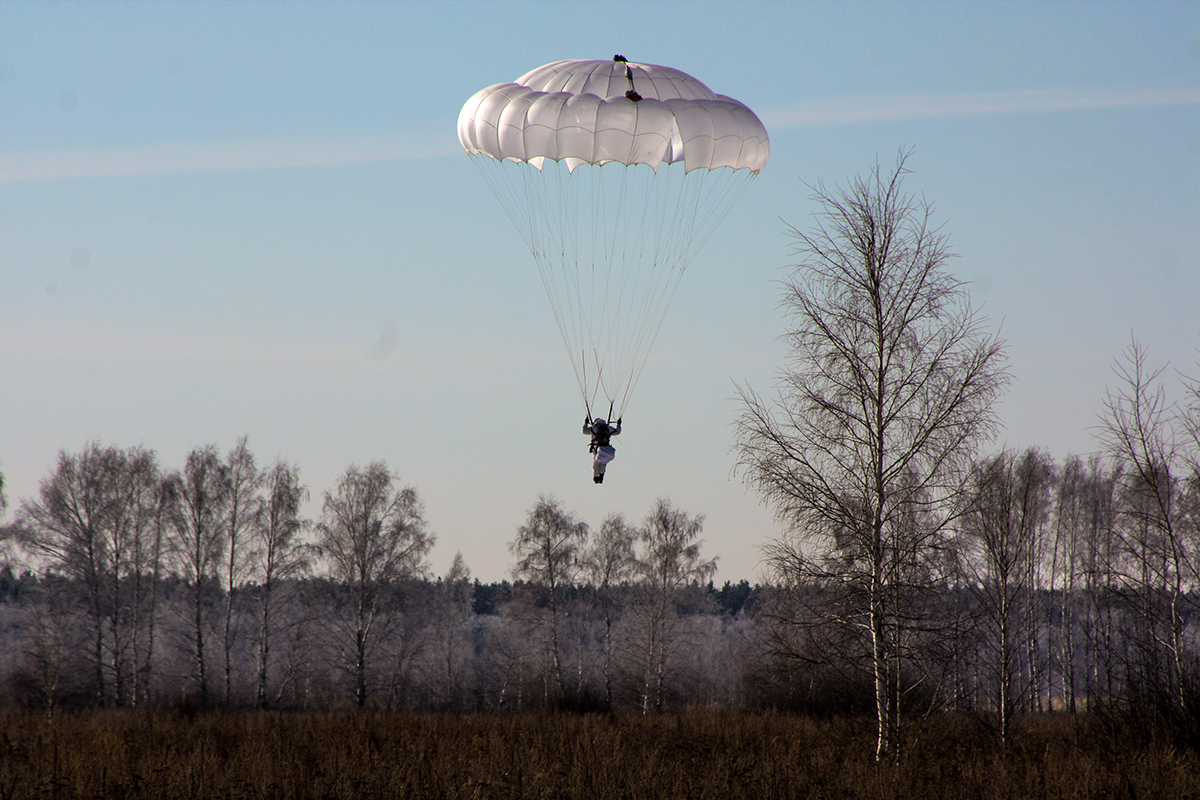
Прыжок военнослужащего из 16-й обрспн. 1 марта 2018 г.

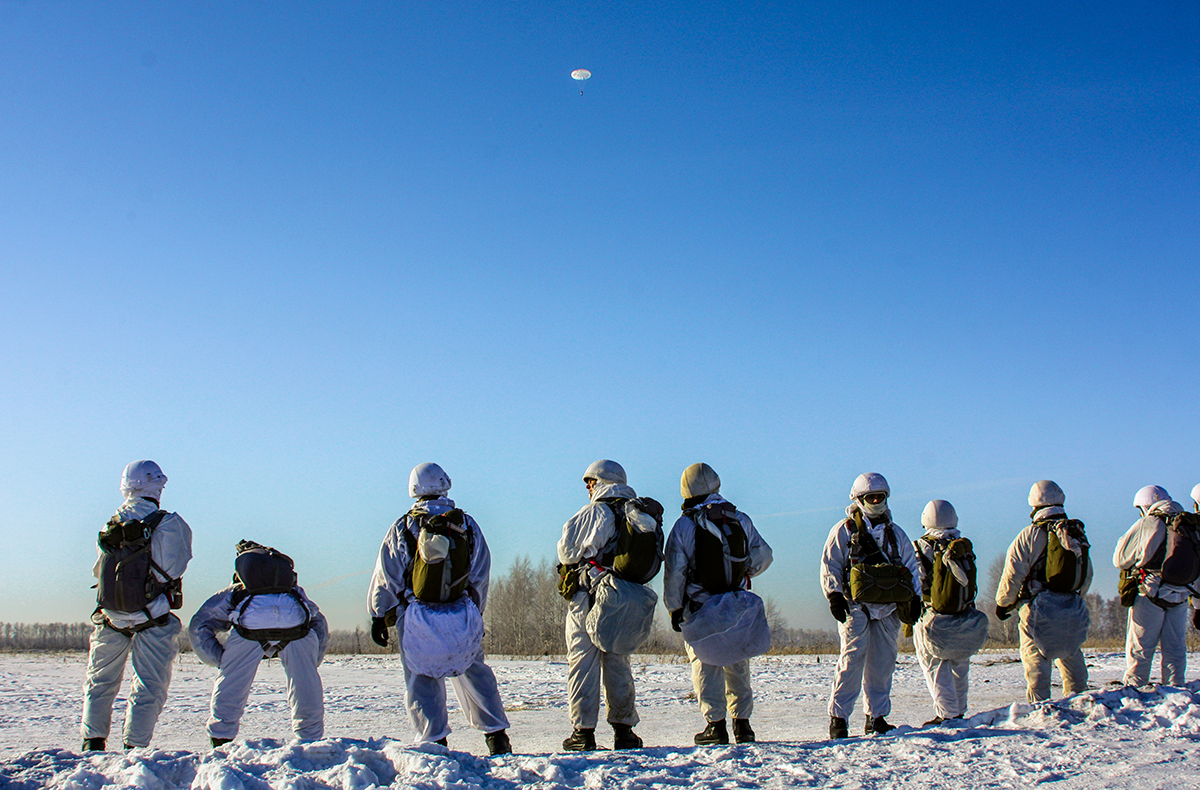
В сложенном состоянии.

Д-10 — десантный парашют. Был разработан НИИ парашютостроения и принят на вооружение ВДВ в конце 1990-х годов.
Предназначен для совершения боевых и учебных прыжков парашютистами-десантниками всех специальностей с полным табельным вооружением и снаряжением на скоростях выброски от 140 до 400 км/ч, со стабилизацией до 3 секунд (с парашютным прибором АД-3УД) и более (с парашютным прибором ППК-У), в диапазоне высот от 200 до 4000 метров. 
Парашют конструктивно состоит из купола, 26 основных строп, изготовленных из капронового шнура ШКП-200, 22 внешних дополнительных строп длиной 3 м, а также 24 внутренних дополнительных строп из капронового шнура ШКП-120 длиной 4 м. Общее количество строп составляет 72 штуки. 
Срок эксплуатации парашюта Д-10 — 14 лет, в течение которых он может выдержать от 80 до 120 применений в зависимости от общей полётной массы парашютиста и условий совершения прыжка.
Габаритные размеры десантной системы, уложенной в ранец:
- высота не более 25 см;
- ширина не более 32 см;
- длина не более 58 см.

Масса десантной системы без переносной сумки и прибора — не более 11,7 кг.